# 1–14 Long Row

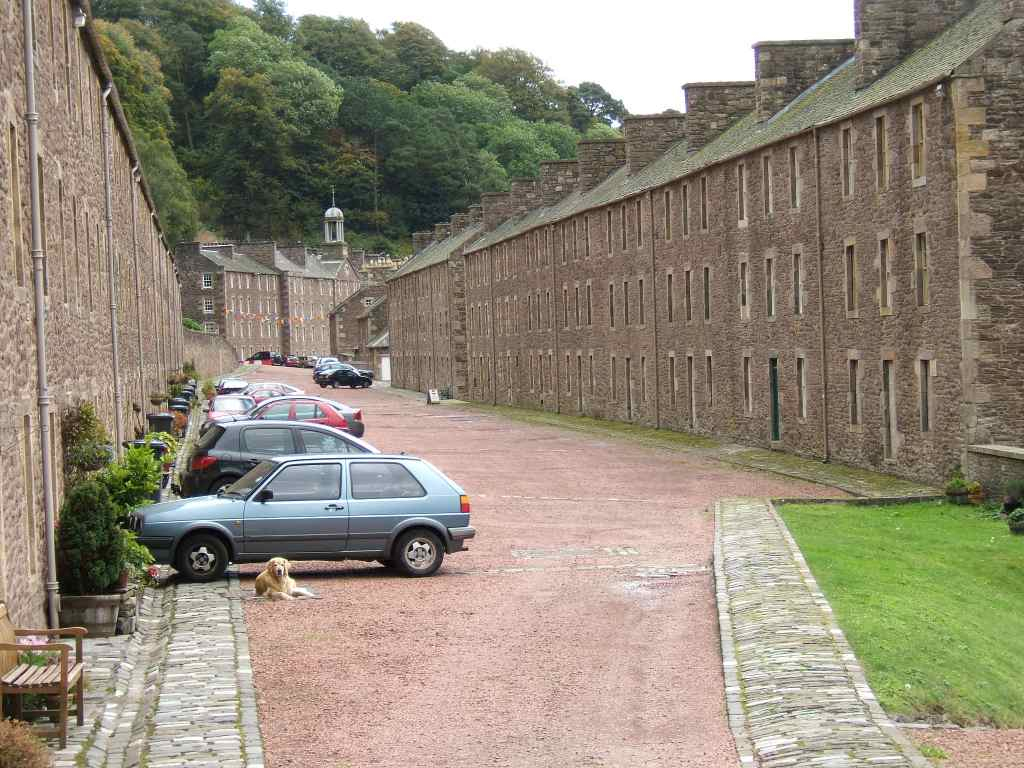
Am linken Bildrand die Gebäudezeile 1–14 Long Row. Rechts die Gebäudezeilen 1–4 Double Row und 5–12 Double Row

Unter der Adresse 1–14 Long Row in der schottischen Industriesiedlung New Lanark in der Council Area South Lanarkshire befinden sich 14 Wohngebäude. 1971 wurde das Bauwerk in die schottischen Denkmallisten in der höchsten Denkmalkategorie A aufgenommen. Außerdem ist die Gebäudezeile Teil des Weltkulturerbes New Lanark.

## Geschichte
Die Gebäude sind Teil der modellhaften Arbeitersiedlung New Lanark, die Davin Dale für seine Mühlen erbauen ließ. Sie entstanden um das Jahr 1792 und dienten als Arbeiterwohnungen. Von den üblichen Arbeitersiedlungen dieser Zeit unterscheiden sich die Gebäude in New Lanark insofern, als infolge der Hanglage eine mehrstöckige Bauweise vorteilhaft war. Ihr Aufbau diente späteren Siedlungen als Vorbild. Je nach Familiengröße waren die Gebäude flexibel in verschiedene Wohnungsgrößen zwischen einem und vier Räumen unterteilbar. 1977 wurde die Gebäudezeile restauriert. Zu diesem Zeitpunkt befanden sich zehn der Gebäude in Privatbesitz.

## Beschreibung
Die 42 Achsen weite Gebäudezeile ist in 14 gleichförmige Einheiten untergliedert. Es handelt sich um die längste durchgängige Gebäudezeile New Lanarks. Straßenseitig sind die Bruchsteinbauten mit farblich abgesetzten Natursteineinfassungen dreistöckig. Auf Grund der Hanglange ragt die Gebäudezeile an der nordostexponierten Rückseite nur zwei Stockwerke auf. Mittig führen Eingangstüren zu den Treppenaufgängen. Es sind längliche, zwölfteilige Sprossenfenster verbaut. Die abschließenden Satteldächer mit giebelständigen Kaminen sind mit grauem Schiefer eingedeckt. Eine Ausnahme bildet das an der Ostseite abschließende Gebäude, dessen Dach mit Halbwalm gestaltet ist. Der Innenraum ist einen Raum tief.